# 1972 у відеоіграх

## Події
- 24 травня — компанія Magnavox представила першу у світі гральну приставку Magnavox Odyssey.
- 29 листопада — компанія Atari випускає аркадну гру Pong. Це перша гра, яка піддалася судовому позову.
- У зв'язку з поганими продажами Computer Space, Нолан Бушнелл покидає Nutting Associates і разом з Тедом Дабні засновує фірму Atari.

## Відомі релізи
- Грегорі Йоб (Gregory Yob) написав «Hunt The Wumpus» (Полювання на Вампуса) — першу в історії текстову гру в жанрі квест. Вона була написана мовою BASIC для мейнфреймів.
- Дон Даглов (Don Daglow) написав «Star Trek» на PDP-10 ЕОМ. Зазначимо, що це інша гра з гри Star Trek 1971.